# Alessandro di Sassonia
Alessandro di Sassonia (Dresda, 21 febbraio 1554 – Dresda, 8 ottobre 1565), fu principe elettore di Sassonia, amministratore della Chiesa evangelica, della diocesi di Naumburg e di  quella di Merseburg ed apparteneva alla linea albertina dei Wettin.
Era il secondo figlio del Principe Elettore Augusto I di Sassonia (1526–1586) e della di lui consorte Anna di Danimarca (1532–1585), figlia di Cristiano, re di Danimarca, Norvegia e Svezia.

## Biografia
Il fratello maggiore. Principe Giovanni Enrico era morto nel 1550, poco dopo la nascita e quindi Alessandro era il presunto successore del padre come Principe Elettore di Sassonia. Come precettore fu scelto nel 1560 il predicatore di corte Nikolaus Selnecker.
Ancora settenne Alessandro fu nominato, su pressioni del padre, amministratore della diocesi secolarizzata di Merseburg e nel 1564 anche di quella di Naumburg, la cui cura però fu esercitata in nome dell'ancora minorenne principe dal capitolo del Duomo.
Con la scelta unanime del capitolo di Naumburg per di più, la scelta del vescovo fu abolita per sempre. Sulla scelta in favore di Alessandro influirono inoltre 100 tiratori sassoni.
Con la sua morte precoce all'età di soli undici anni, il fratello Cristiano I divenne Principe Elettore. Nel governo delle due diocesi subentrò direttamente il padre Augusto, che nel 1585 lo trasferì a Cristiano, il quale a sua volta, dopo il suo ingresso al governo come Principe Elettore nel 1591, affidò la cura della diocesi di Naumburg al figlio Augusto.
Il padre di Augusto pianse a lungo il figlio. Un dipinto di Cranach di quel tempo mostra il Principe Elettore con il capo leggermente abbassato.
Il principe fu sepolto nella cripta dei Prìncipi della cappella del duomo di Santa Maria di Freiberg.

## Ascendenza
|                                             |                             |                                             | Genitori                                       |  |  | Nonni |  |  | Bisnonni                           |  |  | Trisnonni                                      |  |
|                                             |                             |                                             |                                                |  |  |       |  |  | Alberto III, VIII duca di Sassonia |  |  | Federico II, VII principe elettore di Sassonia |  |
|                                             |                             |                                             |                                                |  |  |       |  |  | Alberto III, VIII duca di Sassonia |  |  | Federico II, VII principe elettore di Sassonia |  |
|                                             |                             | Margherita d'Austria                        |                                                |  |  |       |  |  | Alberto III, VIII duca di Sassonia |  |  |                                                |  |
| Enrico IV, X duca di Sassonia               |                             |                                             |                                                |  |  |       |  |  | Alberto III, VIII duca di Sassonia |  |  |                                                |  |
|                                             |                             | Sidonia di Boemia                           | Giorgio, re di Boemia                          |  |  |       |  |  |                                    |  |  |                                                |  |
|                                             |                             | Sidonia di Boemia                           | Giorgio, re di Boemia                          |  |  |       |  |  |                                    |  |  |                                                |  |
|                                             |                             | Sidonia di Boemia                           | Cunegonda di Sternberg                         |  |  |       |  |  |                                    |  |  |                                                |  |
| Augusto, XIII principe elettore di Sassonia |                             | Sidonia di Boemia                           |                                                |  |  |       |  |  |                                    |  |  |                                                |  |
|                                             |                             | Magnus II, VII duca di Meclemburgo-Schwerin | Enrico IV, V duca di Meclemburgo-Schwerin      |  |  |       |  |  |                                    |  |  |                                                |  |
|                                             |                             | Magnus II, VII duca di Meclemburgo-Schwerin | Enrico IV, V duca di Meclemburgo-Schwerin      |  |  |       |  |  |                                    |  |  |                                                |  |
|                                             |                             | Magnus II, VII duca di Meclemburgo-Schwerin | Dorotea di Brandeburgo                         |  |  |       |  |  |                                    |  |  |                                                |  |
| Caterina di Meclemburgo-Schwerin            |                             | Magnus II, VII duca di Meclemburgo-Schwerin |                                                |  |  |       |  |  |                                    |  |  |                                                |  |
|                                             |                             | Sofia di Pomerania-Wolgast                  | Eric II, VIII duca di Pomerania-Wolgast        |  |  |       |  |  |                                    |  |  |                                                |  |
|                                             |                             | Sofia di Pomerania-Wolgast                  | Eric II, VIII duca di Pomerania-Wolgast        |  |  |       |  |  |                                    |  |  |                                                |  |
|                                             |                             | Sofia di Pomerania-Wolgast                  | Sofia di Pomerania-Stolp                       |  |  |       |  |  |                                    |  |  |                                                |  |
| Alessandro, principe ereditario di Sassonia |                             | Sofia di Pomerania-Wolgast                  |                                                |  |  |       |  |  |                                    |  |  |                                                |  |
|                                             | Federico I, re di Danimarca | Cristiano I, re di Danimarca                |                                                |  |  |       |  |  |                                    |  |  |                                                |  |
|                                             | Federico I, re di Danimarca | Cristiano I, re di Danimarca                |                                                |  |  |       |  |  |                                    |  |  |                                                |  |
|                                             | Federico I, re di Danimarca | Dorotea di Brandeburgo-Kulmbach             |                                                |  |  |       |  |  |                                    |  |  |                                                |  |
| Cristiano III, re di Danimarca              | Federico I, re di Danimarca |                                             |                                                |  |  |       |  |  |                                    |  |  |                                                |  |
|                                             |                             | Anna del Brandeburgo                        | Giovanni I, X principe elettore di Brandeburgo |  |  |       |  |  |                                    |  |  |                                                |  |
|                                             |                             | Anna del Brandeburgo                        | Giovanni I, X principe elettore di Brandeburgo |  |  |       |  |  |                                    |  |  |                                                |  |
|                                             |                             | Anna del Brandeburgo                        | Margherita di Sassonia                         |  |  |       |  |  |                                    |  |  |                                                |  |
| Anna di Danimarca                           |                             | Anna del Brandeburgo                        |                                                |  |  |       |  |  |                                    |  |  |                                                |  |
|                                             |                             | Magnus I, IV duca di Sassonia-Lauenburg     | Giovanni V, III duca di Sassonia-Lauenburg     |  |  |       |  |  |                                    |  |  |                                                |  |
|                                             |                             | Magnus I, IV duca di Sassonia-Lauenburg     | Giovanni V, III duca di Sassonia-Lauenburg     |  |  |       |  |  |                                    |  |  |                                                |  |
|                                             |                             | Magnus I, IV duca di Sassonia-Lauenburg     | Dorotea di Brandeburgo                         |  |  |       |  |  |                                    |  |  |                                                |  |
| Dorotea di Sassonia-Lauenburg               |                             | Magnus I, IV duca di Sassonia-Lauenburg     |                                                |  |  |       |  |  |                                    |  |  |                                                |  |
|                                             |                             | Caterina di Brunswick-Wolfenbüttel          | Enrico IV, IX duca di Brunswick-Wolfenbüttel   |  |  |       |  |  |                                    |  |  |                                                |  |
|                                             |                             | Caterina di Brunswick-Wolfenbüttel          | Enrico IV, IX duca di Brunswick-Wolfenbüttel   |  |  |       |  |  |                                    |  |  |                                                |  |
|                                             |                             | Caterina di Brunswick-Wolfenbüttel          | Caterina di Pomerania-Wolgast                  |  |  |       |  |  |                                    |  |  |                                                |  |
|                                             |                             | Caterina di Brunswick-Wolfenbüttel          |                                                |  |  |       |  |  |                                    |  |  |                                                |  |